# Калоян (севастократор)
Вижте пояснителната страница за други личности с името Калоян.
Севастокра̀тор Калоя̀н е български севастократор, вероятно управител на Средец и областта в средата на XIII век.

## Биография
Единственото пряко сведение за севастократор Калоян е неговия портрет и ктиторски надпис в Боянската църква, датиран към 1258/59 г.:
Въздигна се от земята и се съгради пречист храм на светия йерарх Христов Никола и светия и великославен мъченик Христов Пантелеймон със залягането, труда и голямата любов на севастократор Калоян, братовчед царев, внук на свети Стефан, краля сръбски. Написа се пък при българското царство, при благоверния и благочестив и христолюбив цар Константин Асен, индикт 7, в лето 6767.
Днес преобладава мнението, че под „братовчед царев“ следва да се разбира братовчед на цар Константин Асен. Според друга хипотеза, поддържана от Васил Златарски, следващ Иларион Руварац, Калоян е братовчед на Михаил II Асен, идентичен с управлявалия за кратко цар Калиман II Асен, а изписването на църквата е извършено след неговата смърт, при цар Константин Асен.
Калоян е смятан за внук на първия сръбски крал Стефан Първовенчани, като според някои автори е син на неговата дъщеря с неизвестно име от Анна Дандоло, сестра на крал Стефан Урош I.
Основната част на Боянската църква „Св. св. Никола и Пантелеймон“ е построена и изписана в 1259 г. по поръчка на севастократор Калоян и съпругата му Десислава като храм към извънградската резиденция на феодала, от която тя е била част. Портретите на Калоян и неговата съпруга Десислава са достигнали до нас изписани в криптата на църквата. Те са сред единиците съхранили се автентични образи на български боляри и владетели. Творбата илюстрира високото майсторство на българските живописци от втората българска държава и се счита за първа проява на Палеологовия ренесанс и върхово постижение на европейската средновековна живопис, наричано от някои учени предшественик на Европейския ренесанс. На стенописа в Боянската църква е изобразено как севастократор Калоян поднася храм на св. Николай Мирликийски.

## Памет
На севастократор Калоян е наречена улица в кварталите „Бояна“ и „Гърдова глава“ в София (Карта).

## Изследвания
- Srdjan Pirivatric. The Boyana Church Portraits. A Contribution to the Prosopography of Sebastocrator Kaloyan. – В: Боянската църква между Изтока и Запада в изкуството на християнска Европа. Ред. и съст. Бисерка Пенкова. С., НИМ, 2011, с. 13 – 34.